# Kilwa Kivinje
Kilwa Kivinje este o așezare situată în partea de est a Tanzaniei, pe malul Oceanului Indian, în regiunea Lindi.